# Thailändische Badmintonmeisterschaft 1952
Die Thailändische Badmintonmeisterschaft 1952 fand in Bangkok statt. Es war die erste Austragung der nationalen Meisterschaften von Thailand im Badminton.

## Titelträger
| Disziplin    | Sieger                                    |
| ------------ | ----------------------------------------- |
| Herreneinzel | Pinit Pattabongse                         |
| Dameneinzel  | Pratuang Pattabongse                      |
| Herrendoppel | Sunthorn Subabandhu Jooi Sakrathai        |
| Damendoppel  | Pratuang Pattabongse Ueomchitra Machaiwej |
| Mixed        | Chutre Koepresert Lek Pullsuk             |